# Crab Bowl Classic
Crab Bowl Classic est le nom donné à la rivalité inter étatique dans le football américain universitaire opposant deux équipes du Maryland, les Terrapins de l'université du Maryland basée à College Park et les Midshipmen de l'Académie navale des États-Unis basée à Annapolis.
Les deux institutions se sont rencontrées pour la première fois lors d'un match de football américain en 1905. Depuis lors, la série a souvent été marquée par des controverses, avec des incidents entre joueurs et supporters survenant sur et hors du terrain.
Depuis la saison 2020, le vainqueur du match reçoit le trophée dénommé Crab Bowl,.
La Navy a dominé la série dès le début en remportant les huit premiers matchs, entre 1905 et 1930 (plus longue séquence sans défaite de la rivalité). Maryland a remporté sa première victoire en 1931 sur un site neutre à Washington D.C. Après deux autres rencontres, la série a été suspendue en 1934 lorsque l'administration du Maryland a protesté contre une décision prise à la suite d'une action de jeu controversée,".
Les équipes se sont à nouveau rencontrées en 1950, la Navy a eu une ouverture de dernière minute dans son calendrier. Les Terrapins ont remporté trois matchs consécutifs de 1950 à 1952, et les Midshipmen en ont remporté trois de 1958 à 1963. Au cours du match de 1964, un joueur du Maryland a fait deux fois un geste obscène, ce qui a incité la Navy à annuler à nouveau la série,.
Bien que les obligations contractuelles aient été remplies avec le match de l'année suivante, la série a été mise en pause pendant 40 ans. Maryland et la Navy ont finalement repris la rivalité en 2005 et 2010, les Terps remportant les deux matchs,.

## Contexte
L'Académie navale et l'université du Maryland sont séparées d'environ 48 km (30 miles) dans l'État du Maryland. De par leur nature, ces écoles, à la fois académie de service fédéral et université publique, diffèrent radicalement en termes de culture et de mode de vie. Pendant de nombreuses années, l'université du Maryland a eu la réputation d'être une école ouvrière. Certains étudiants considéraient l'Académie navale, avec sa culture strictement réglementée, comme élitiste. Un ancien linebacker des Terrapins, Jerry Fishman (en), estimait que de nombreux aspirants « pensaient qu'ils étaient bien supérieurs aux mineurs de charbon du Maryland ». Un ancien fullback de la Navy, Pat Donnelly, a déclaré que comparée à une « institution publique, l'Académie navale était le jour et la nuit. Je pense qu'il y avait un sentiment d'aversion mutuelle, mais ce n'était pas personnel, c'était plus institutionnel ».
Selon Ralph Friedgen (en), ancien joueur et entraîneur principal de Maryland, le sentiment à la Navy était que battre son rival de toujours (l'Army) est un must, mais que Maryland est une nécessité ».
Darryl Hill (en), qui a fréquenté les deux écoles et qui a brisé la barrière de couleur dans chacune des équipes, a déclaré que les Midshipmen « avaient un dicton selon lequel battre Army est formidable, mais que battre Maryland est un must ».
Malgré un début déséquilibré au début du 20e siècle, les Terps et les Midshipmen ont été à égalité pendant la majeure partie de l'histoire de la série. Entre 1931 et 1965, Navy a remporté six matchs et Maryland cinq. Lors du premier match de la saison 2005, Navy sortait de l'une de ses meilleures saisons de l'histoire avec un bilan de 10-2 l'année précédente. Maryland a connu des difficultés plus tard en 2005, mais s'est avéré être un match compétitif pour la Navy en obtenant une victoire de dernière minute, 23-20.
En plus de la proximité et de la compétitivité, la rivalité était alimentée par des incidents controversés sur et en dehors du terrain. Les supporters du Maryland ont longtemps soutenu que les joueurs de la Navy faisaient preuve d'une brutalité inutile pendant le match, une accusation récusée par l'Académie après le match de 1963. Certains aspirants se rendaient à College Park pour rencontrer des étudiantes, ce qui ne faisait qu'aggraver les sentiments de rancune. Les farces et le vandalisme étaient monnaie courante sur les deux campus et exacerbaient la situation déjà tendue entre Maryland et la Navy.

## Trophée
En 2010, le Touchdown Club of Annapolis a commandé le trophée Crab Bowl, avec le soutien du groupe D'Camera,. Le trophée en étain est un grand « bol rempli de crabes », censés être des répliques du Crabe bleu de la baie de Chesapeake. Le bol « repose sur une base en acajou » sur lequel sont gravés l'ensemble des résultats des matchs de rivalité depuis 1905. Il a été conçu par la Tilghman Company, une bijouterie familiale d'Annapolis dans le Maryland.
Le Touchdown Club, fondé en 1954, est associé aux deux équipes depuis longtemps et organise chaque année un dîner en l'honneur des deux équipes
,.
Le trophée a été bien accueilli ; le journal Testudo Times des Terrapins a déclaré que le fait que le trophée soit « décerné par un tiers » plutôt que « d'avoir un trophée imaginé par les administrations de chaque université pour créer une sensation plus « de rivalité » », rend le prix « plus légitime et moins ringard ».
Sports Illustrated a inclus le prix dans sa liste des 40 trophées les plus insolites du football américain universitaire ».

## Palmarès
Le classement des équipes dans les tableaux ci-dessous est celui de l'Associated Press avant la saison 2014 et celui du comité du College Football Playoff depuis 2014.
| Navy (14)                      | Maryland (7)               |                            |                            |
| Plus large victoire            | Navy 76, Maryland 0 (1913) | Navy 76, Maryland 0 (1913) | Navy 76, Maryland 0 (1913) |
| Plus longue série de victoires | Navy, 8 (1905–1930)        | Navy, 8 (1905–1930)        | Navy, 8 (1905–1930)        |
| Série en cours sans défaite    | Maryland 2 (depuis 2005)   | Maryland 2 (depuis 2005)   | Maryland 2 (depuis 2005)   |

| N° | Date              | Lieu           | Vainqueur | Score |
| -- | ----------------- | -------------- | --------- | ----- |
| 01 | 25 septembre 1905 | Annapolis      | Navy      | 17–0  |
| 02 | 10 septembre 1906 | Annapolis      | Navy      | 12–0  |
| 03 | 9 septembre 1907  | Annapolis      | Navy      | 12–0  |
| 04 | 14 septembre 1908 | Annapolis      | Navy      | 57–0  |
| 05 | 25 octobre 1913   | Annapolis      | Navy      | 76–0  |
| 06 | 11 octobre 1916   | Annapolis      | Navy      | 14–07 |
| 07 | 13 octobre 1917   | Annapolis      | Navy      | 62–0  |
| 08 | 22 novembre 1930  | Annapolis      | Navy      | 06–0  |
| 09 | 10 octobre 1931   | Washington, DC | Maryland  | 06–0  |
| 10 | 12 novembre 1932  | Baltimore, MD  | Navy      | 28–07 |
| 11 | 13 octobre 1934   | Annapolis      | Navy      | 16–13 |

| N° | Date             | Lieu          | Vainqueur    | Score |
| -- | ---------------- | ------------- | ------------ | ----- |
| 12 | 30 octobre 1950  | College Park  | #15 Maryland | 35–21 |
| 13 | 10 novembre 1951 | Baltimore, MD | #3 Maryland  | 40–21 |
| 14 | 18 octobre 1952  | College Park  | #2 Maryland  | 38–07 |
| 15 | 8 novembre 1958  | Baltimore, MD | Navy         | 40–14 |
| 16 | 7 novembre 1959  | Baltimore, MD | Navy         | 22–14 |
| 17 | 9 novembre 1963  | Annapolis     | #4 Navy      | 42–07 |
| 18 | 7 novembre 1964  | College Park  | Maryland     | 27–22 |
| 19 | 6 novembre 1965  | Annapolis     | Navy         | 19–07 |
| 20 | 3 septembre 2005 | Baltimore, MD | Maryland     | 23–20 |
| 21 | 6 septembre 2010 | Baltimore, MD | Maryland     | 17–14 |

## Galerie

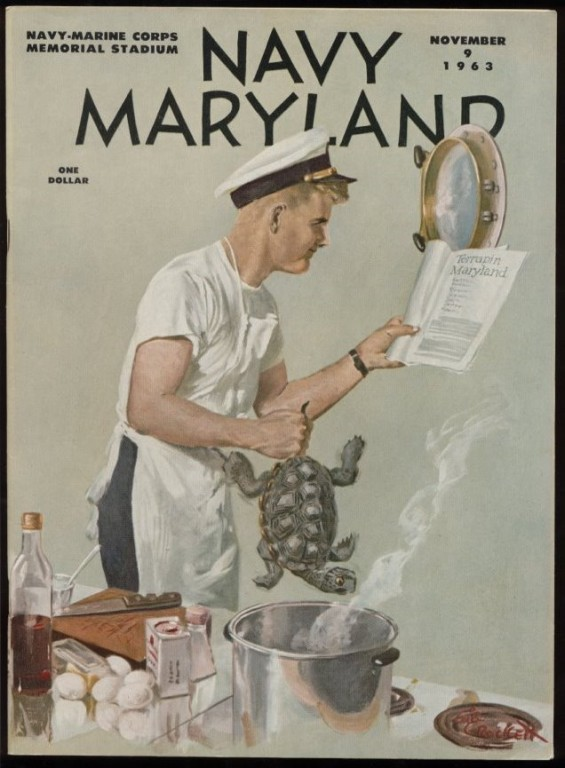
Couverture du programme de l'édition 1963.
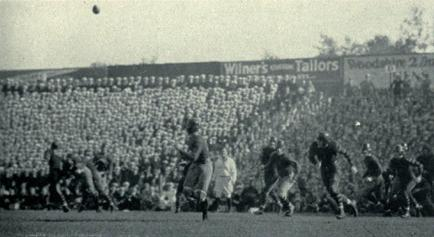
Navy à l'attaque lors du match de 1931 au Griffith Stadium de Washington.
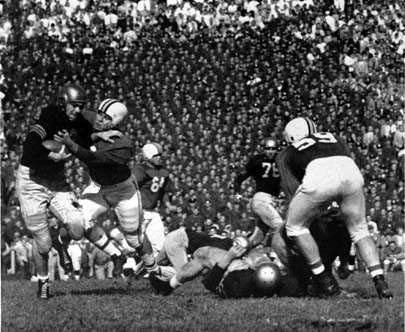
Défense de Maryland lors du match de 1952 au Byrd Stadium de College Park.
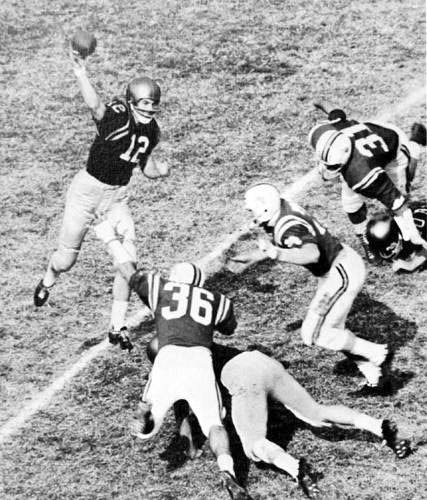
Passe du quarterback Roger Staubach lors de l'édition 1964.
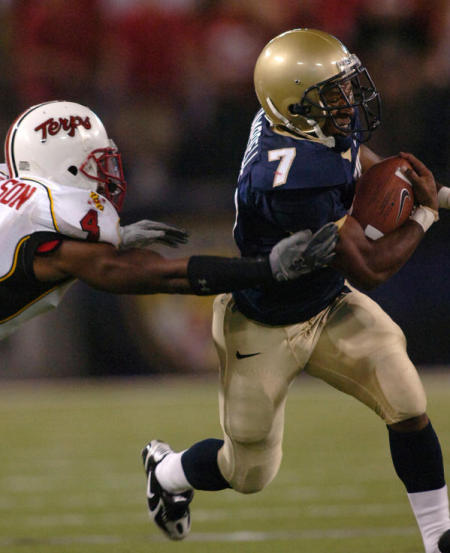
Le cornerback Josh Wilson (#4) tente de plaquer le running back Reggie Campbell (#7) en 2005.
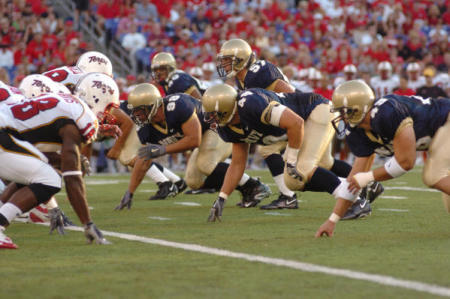
Un snap lors du match de 2005.
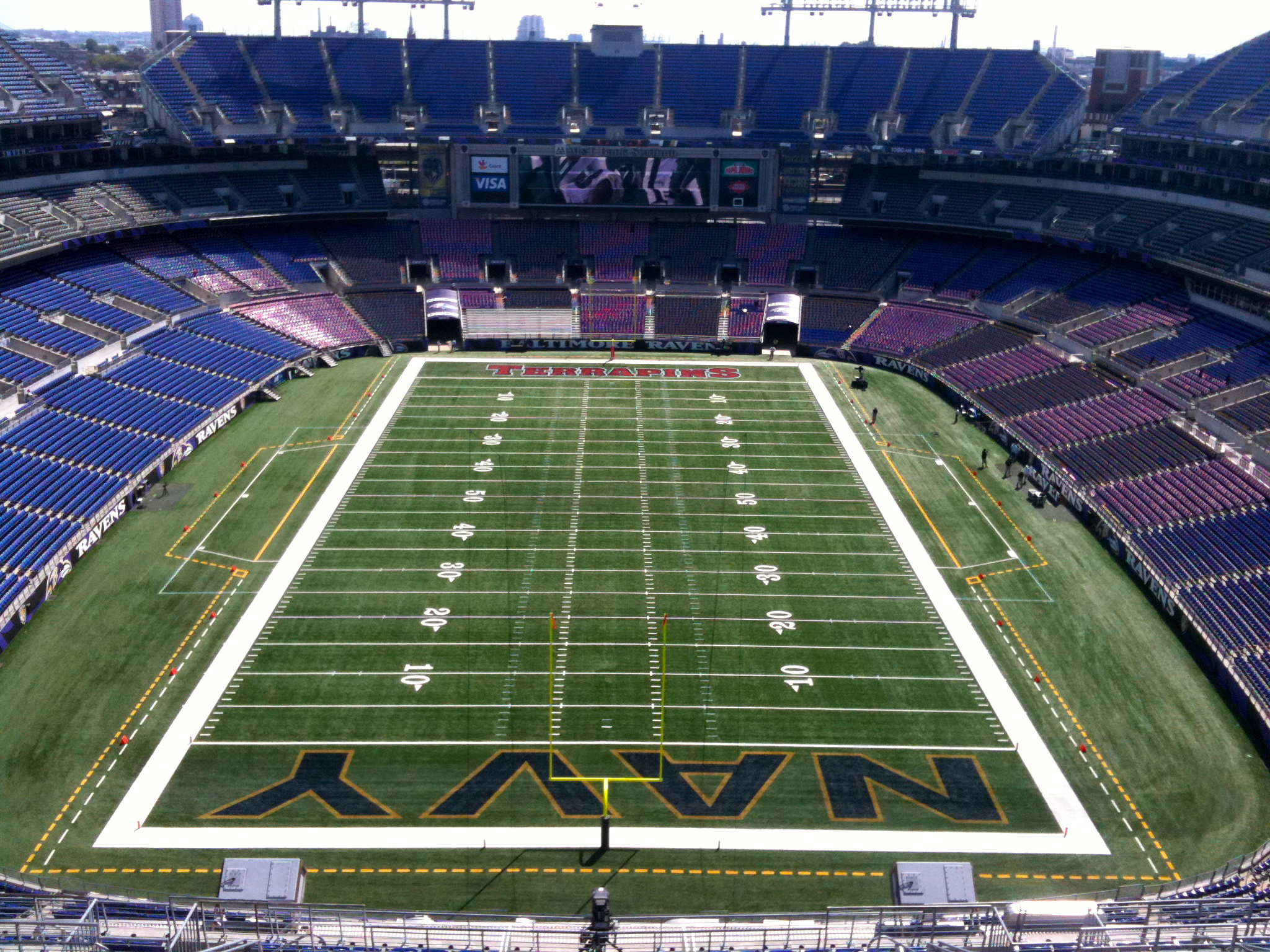
Le M&T Bank Stadium avec les décorations de la rivalité avant le match de 2010.

## Articles annexes
- Liste des matchs de rivalité en football américain universitaire de la NCAA